# Piea
Piea (piemontiul: Pièja) település Olaszországban, Piemont régióban, Asti megyében. Lakosainak száma 511 fő (2023. január 1.). Piea Cortanze, Montafia, Piovà Massaia, Viale, Cunico és Soglio községekkel határos.

## Népesség
A település lakossága az elmúlt években az alábbi módon változott:
| Lakosok száma | 583  | 609  | 511  |
|               | 2017 | 2018 | 2023 |